# Гренадери

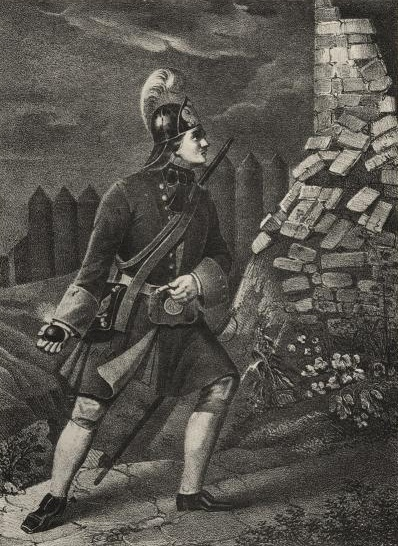
Гренадер Л. Гв. Преображенського полка, з 1700 по 1732

Гренаде́ри, заст. укр. гранатирі́ (від фр. grenadier) — рід військ в кінці XVII — на початку XIX століть, які з початком бою використовували для закидання ворога гранати, звідки й походить їх назва. Прообраз гранатометників.

## Історія виникнення
З початком XIX століття гренадерські сили були в кожної країни Європи. Проте найчисельнішими вони були у війську Наполеона та Британії.

## Тактика
Гренадери XVII—XVIII озброювались ручними гранатами, окрім того, вони мали звичайне піхотне озброєння — мушкет (чи фузею) та тесак (чи шпагу). Командувачі користувалися ними для підриву будівель, укріплень, шанців. Оскільки перенесення кількох чавунних гранат вимагало значної фізичної сили і витривалості, у ряди гренадерів набирали найвищих зростом та найсильніших тілом солдатів. Метання теж потребувало вправності і сміливості.
Граната («гренада») того часу мала форму маленького ядра, начиненого рушничним порохом і спорядженого дистанційною трубкою, розрахованою на 3 секунди горіння. Діаметр гранат варіювався від 7 до 15 см. Кожний гренадер мав при собі 3-4 гренади, які зберігалися в спеціальній гренадній сумі-«гренадьє́рі» (від фр. grenadière — «гренадерка»). Гренадьєр розміщався на боці солдата, а на поясі спереду кріпилася ладівниця для рушничних набоїв.
За командою «Гренадери, рушниці за спину!» гренадер перекидав рушницю за спину так, щоб приклад опинявся праворуч внизу. Потім правою рукою доставав зі гренадної суми гранату, «прикурював» її трубку від довгого запального ґнота (який запалював перед боєм і тримав у лівій руці), і метав її через голову в противника.
Звичайні капелюхи з крисами були незручними під час виконання рушничних прийомів, тому для гренадерів були створені високі шапки — або гренадерки (Швеція, Російська і Германська імперії) або бермиці (Франція). На касках і шапках часто розміщалася бляха з емблемою гренадерів — зображенням запаленої гренади.
Згодом, із змінами в методах ведення війни, роль гренадерів як гранатометників зменшилася, — і їх перешколено в елітні штурмові війська, які першими йшли в час штурму та прокладали дорогу іншим військам крізь ворожі укріплення.

## У Російській імперії
Гранатометники існували ще в стрілецькому війську: наприклад, повідомляється, що в під час походу на Київ у 1679 році в обозі вибірного полка полковника Кравкова перевозили матеріали і приладдя для виготовлення гранат. Перед початком 2-го Кримського походу генерал П. Гордон запропонував мати в кожному полку роту солдатів, спеціально навчених метанню гранат, але тільки в 1694 р. згадується про гренадерські роти в полках Гордона і Лефорта. Команди гренадерів у Преображенському і Семеновському полках після Азовського походу були зведені в окремі гренадерські роти. 1704 року по одній гренадерській роті впроваджено в кожному піхотному і кавалерійському полку. З 1708 року замість гренадерських рот піхотних полків організуються окремі гренадерські полки, але після 1725 р. їх розформовують, розподіляючи гренадерські роти по полках.
На початку XVIII століття у гренадерів гвардійських полків (Преображенського, Семеновського, Ізмайловського) головним убором служила шкіряна каска з налобною бляхою, у гренадерів армійських полків — гострокінцевий суконний ковпак. Офіцери гренадерських підрозділів замість протазанів мали легкі фузеї з багнетами і ладівниці для набоїв. Оскільки в гренадерських ротах не було ротних прапорів, для них не передбачалося прапорщиків і підпрапорщиків, іншою їхньою особливістю були флейтисти (по 2 на роту). Кінні гренадери, окрім фузей (без багнетів), озброювалися палашами і сідельними пістолетами, первісно їм належало мати і ручні гранати, але невдовзі від метання гранат з коня відмовилися.

Рядовий армійський гренадер, 1720
Рядовий армійський гренадер, 1732
Офіцер-гренадер, 1700-1732
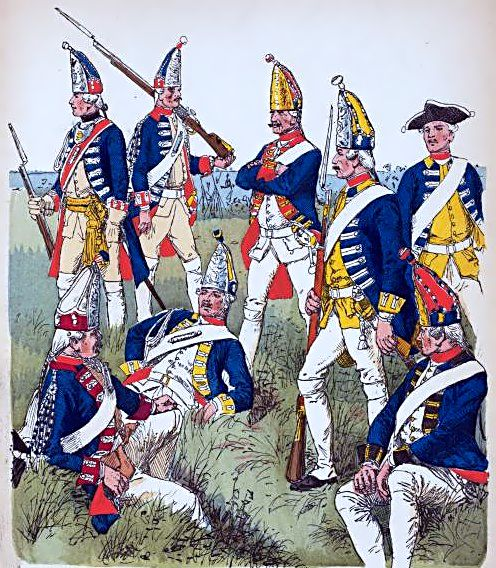
Гренадери, 1762
Гренадерський унтер-офіцер, 1797-1801
Гренадер, 1813